# Mydas belus
Mydas belus är en tvåvingeart som först beskrevs av Seguy 1928.  Mydas belus ingår i släktet Mydas och familjen Mydidae. Inga underarter finns listade i Catalogue of Life.